# Neurest
Le Neurest est un petit pays des Hautes-Pyrénées centré sur Cieutat à l'est de Bagnères-de-Bigorre.

## Géographie

### Situation
Définie comme région naturelle ou encore pays traditionnel
le Neurest est situé au nord d'une ligne Capvern - Bagnères-de-Bigorre et au sud-est de Tarbes.
Faisant face au château de Mauvezin et à la bastide de Tournay, il est situé au sud de Hiis, dont le nom témoigne d'une ancienne limite, probablement entre la vallée de Campan et le pays de Tarbes.

### Topographie
Le Neurest est un plateau de 500 m d'altitude défendu par la vallée de l'Arros et du Luz à l'est et au sud et par l'Arrêt-Darré au nord. Il domine la vallée de l'Adour par le Haut-de-la-Coste (Bagnères-de-Bigorre). Il s'agit d'un pays charnière aux confins de la Bigorre, des Baronnies, de l'Arrensou et du plateau de Lannemezan.

### Climat
Le climat est tempéré de type océanique, en raison de l'influence proche de l'Océan Atlantique situé à peu près 150 km plus à l'ouest. La proximité des Pyrénées fait que la région profite d'un effet de foehn, il peut aussi y neiger en hiver, même si cela reste inhabituel.

### Communes

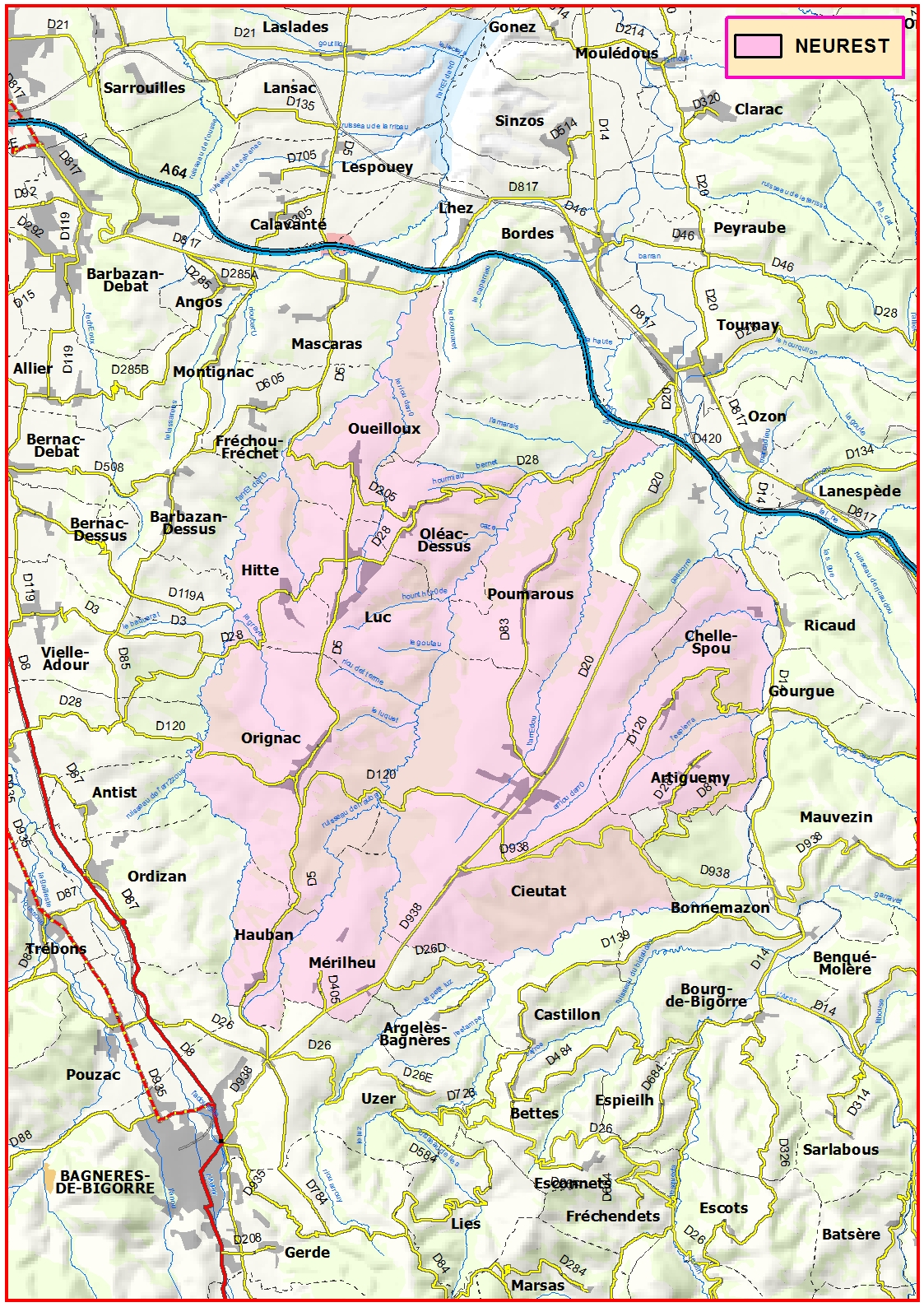
Neurest.

Liste des 11 communes du Neurest.
| Commune      | Population (2020) | Superficie (km²) | Altitude (mini) | Altitude (maxi) | Illustration |
| ------------ | ----------------- | ---------------- | --------------- | --------------- | ------------ |
| Artiguemy    | 84                | 2.97             | 292             | 528             |              |
| Chelle-Spou  | 107               | 4.58             | 279             | 491             |              |
| Cieutat      | 606               | 18.78            | 327             | 589             |              |
| Hauban       | 96                | 2.14             | 459             | 629             |              |
| Hitte        | 137               | 2.91             | 360             | 540             |              |
| Luc          | 175               | 4.93             | 352             | 550             |              |
| Mérilheu     | 232               | 3.38             | 449             | 626             |              |
| Oueilloux    | 151               | 4.4              | 295             | 497             |              |
| Oléac-Dessus | 112               | 3.72             | 303             | 504             |              |
| Orignac      | 251               | 9.91             | 393             | 568             |              |
| Poumarous    | 154               | 5.68             | 280             | 500             |              |

## Toponymie
Son nom a été rapproché de celui de la ferme de Noudrest à Montgaillard.
Il présente en tout cas une analogie frappante avec le nom des Onobrisates, déjà remarquée par Ferdinand Lot, et l'évolution phonétique, en acceptant une aphérèse du o initial et - du moins à un moment donné - un traitement proparoxytonique , aboutit a un résultat acceptable : (o)nobrisates > (o)nobresates (traitement éventuel comme paroxyton, à la latine) > noures(a)te (traitement proparoxytonique) > nourest > neurest (dissimilation). 
En réalité, les finales de ces noms de peuples peuvent être largement conventionnelles et en particulier celle en -ates, qui contient la voyelle -a-, la plus solide de toutes, la seule post-tonique qui a résisté en occitano-roman, alors que -o e -e se sont amuïes. En acceptant que dans la pratique, c'est-à-dire dans un usage local, aquitain sans autre précision, différent d'un usage gaulois plus général, le nom de ce peuple soit quelque chose comme Onobris(-)tes, dans lequel ce qui est entre parenthèses est autre chose que -a-, la nécessité d'une évolution compliquée avec traitement proparoxytonique à moment donné ne s'impose pas.

## Protection environnementale
La région fait partie d'une zone naturelle protégée, classée ZNIEFF de type 2.

## Galerie d'images

Sélection de vues des églises.
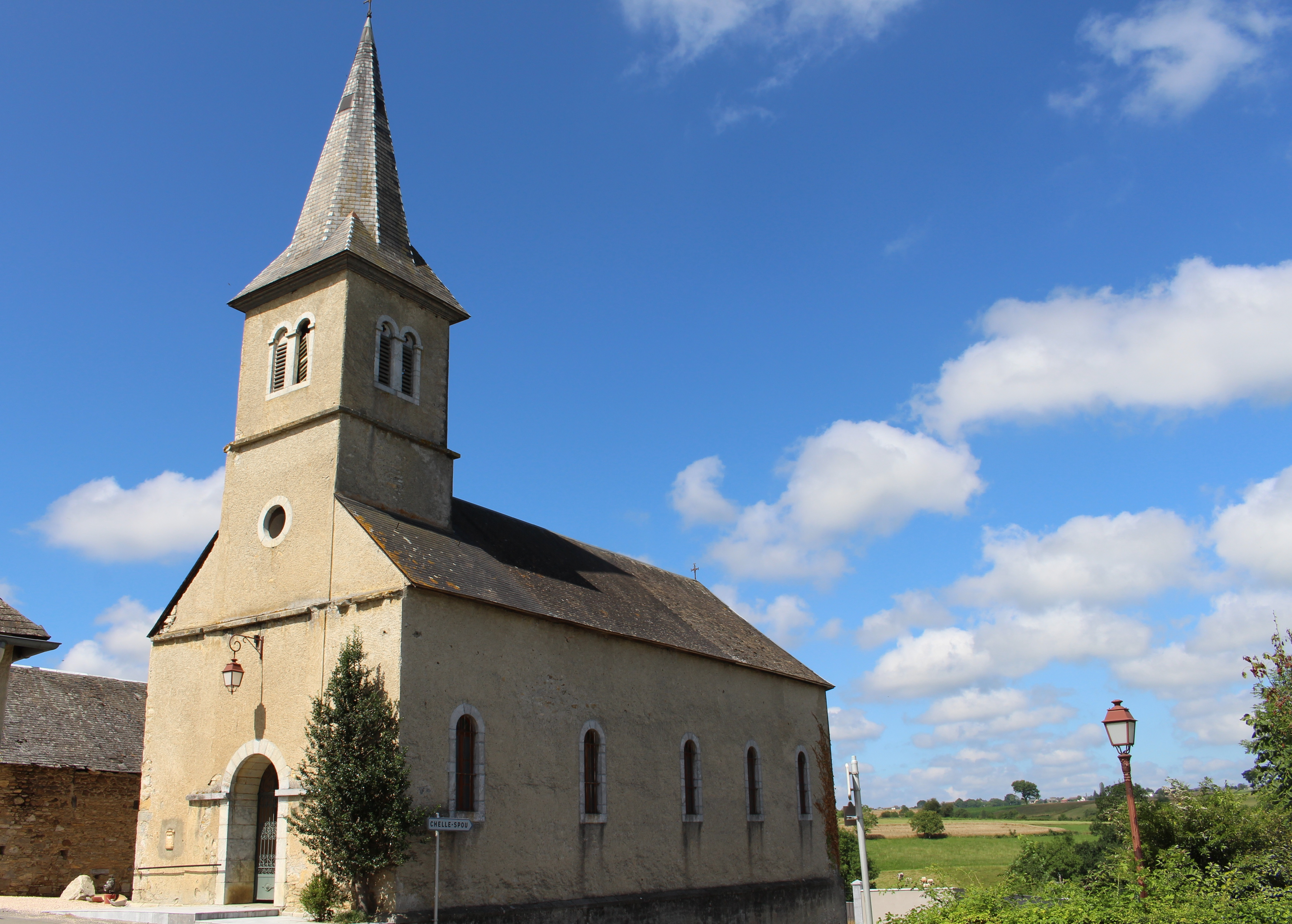
L'église d'Artiguemy.
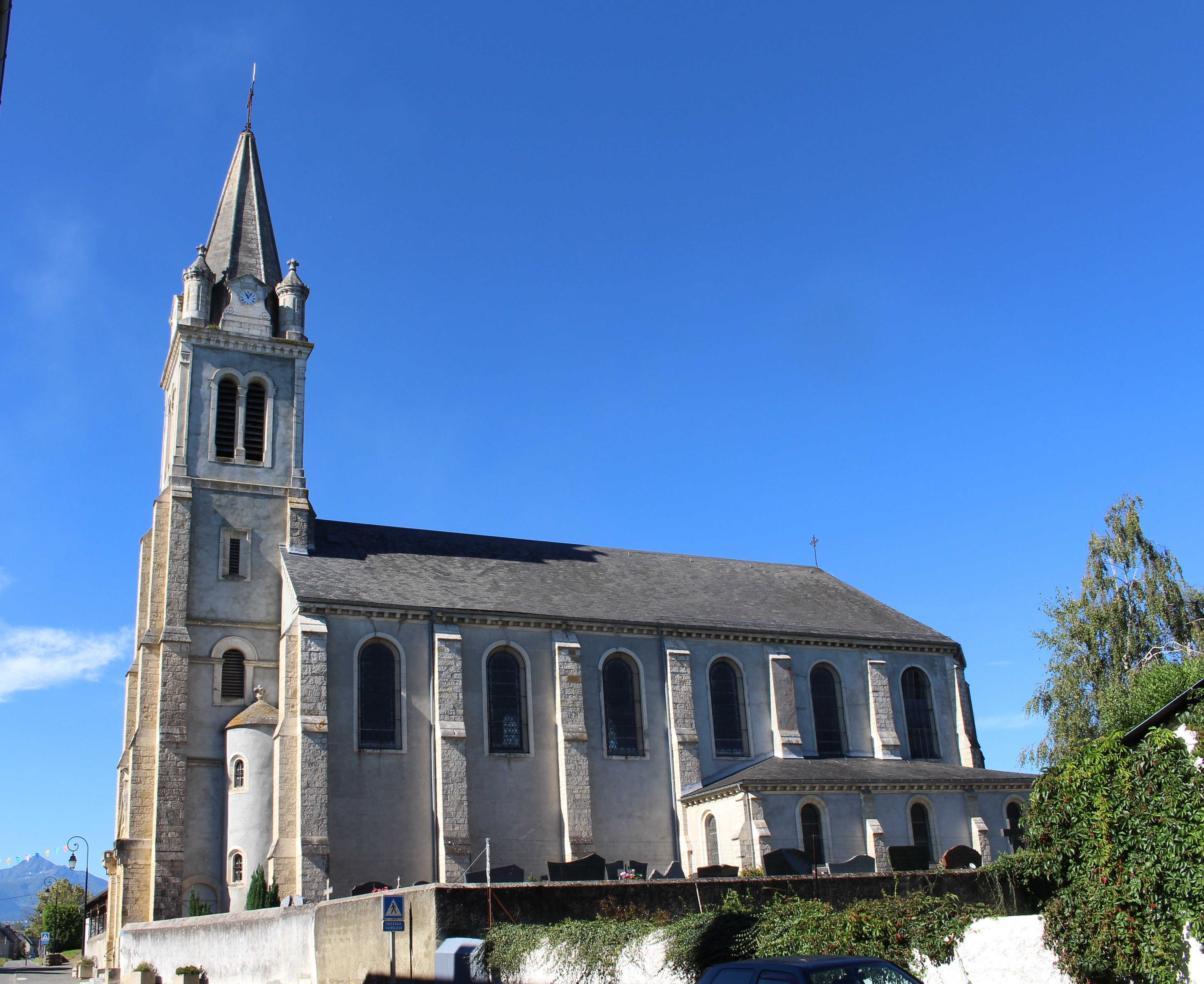
L'église de Cieutat.
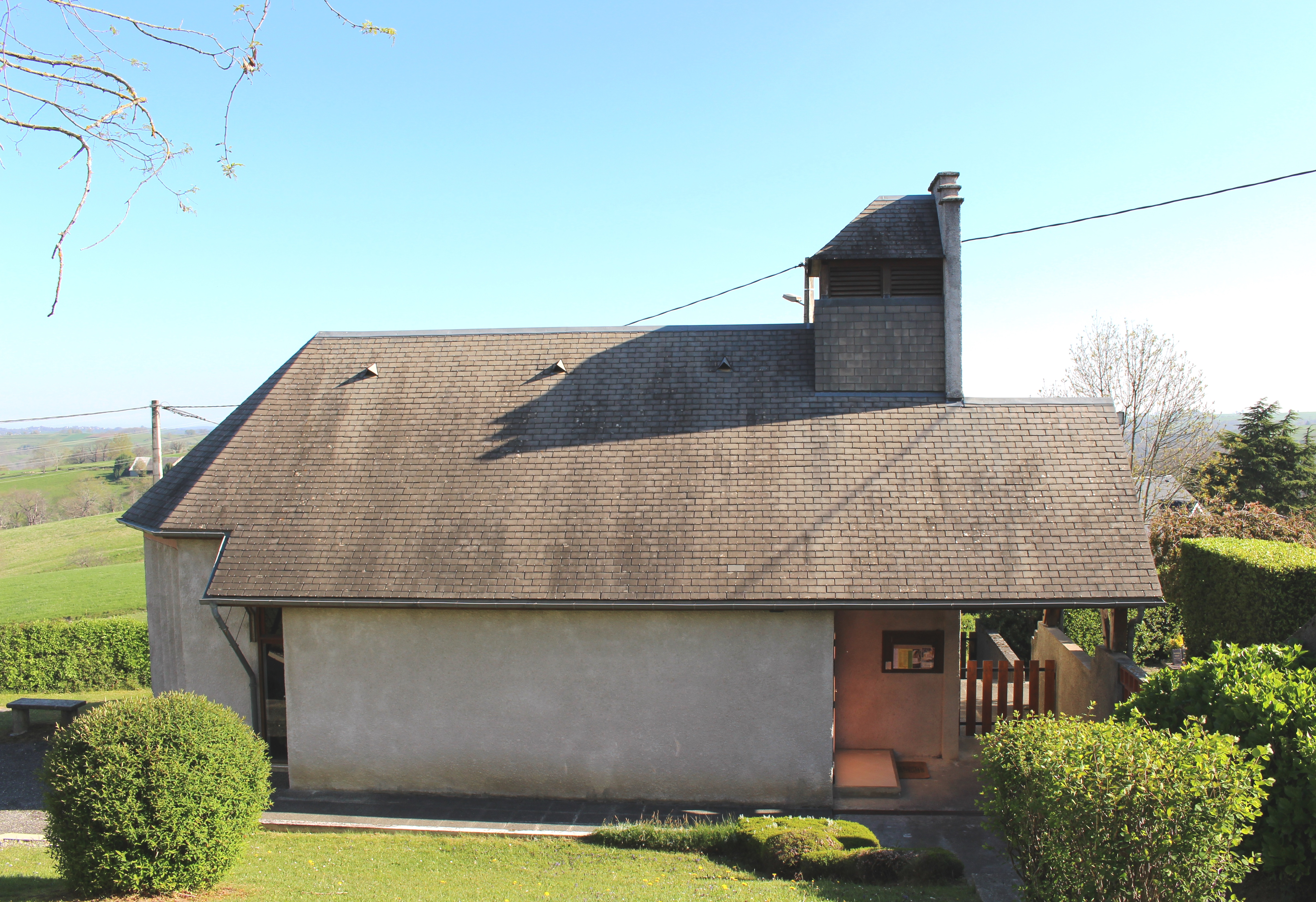
L'église de Hauban.
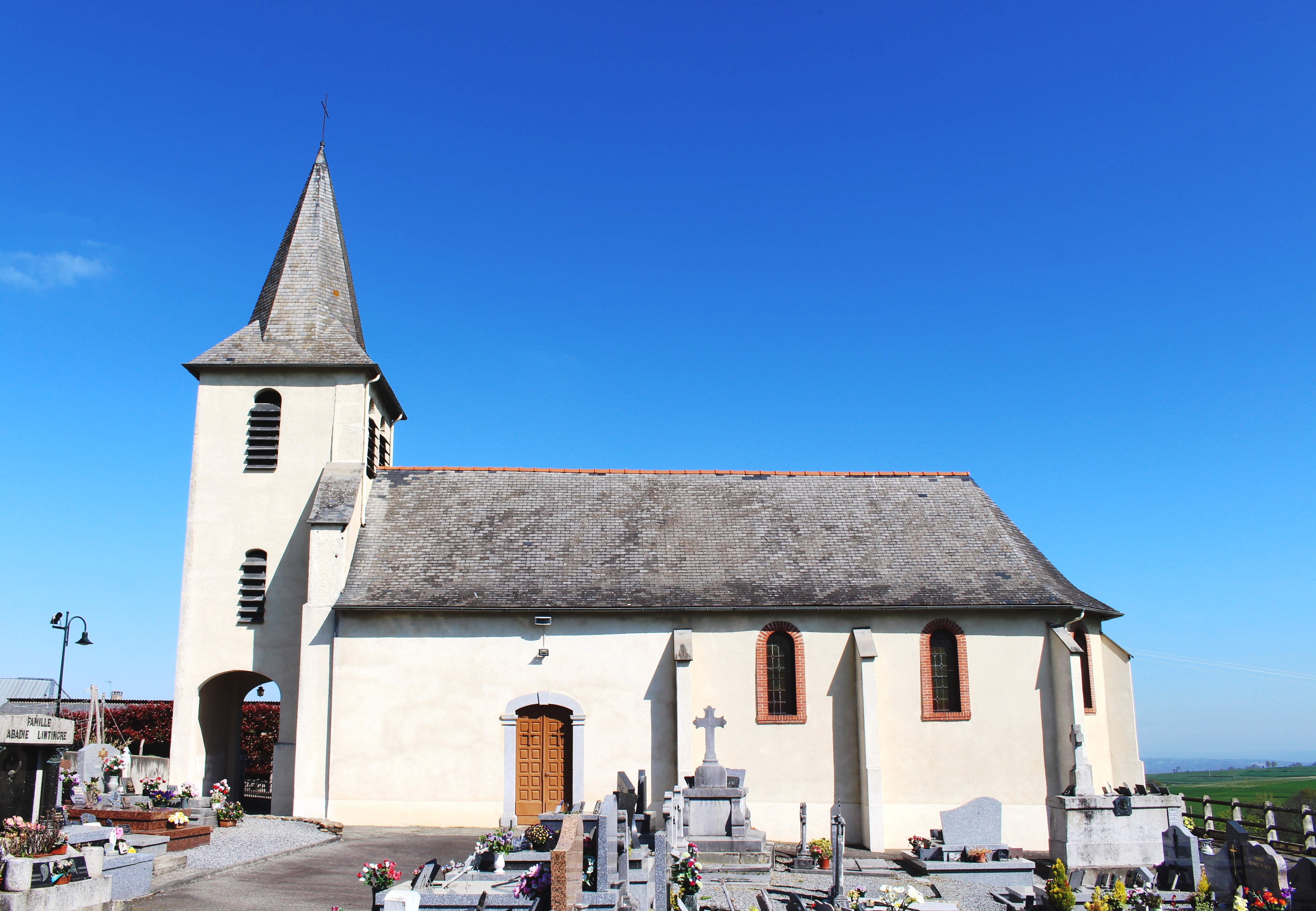
L'église de Hitte.
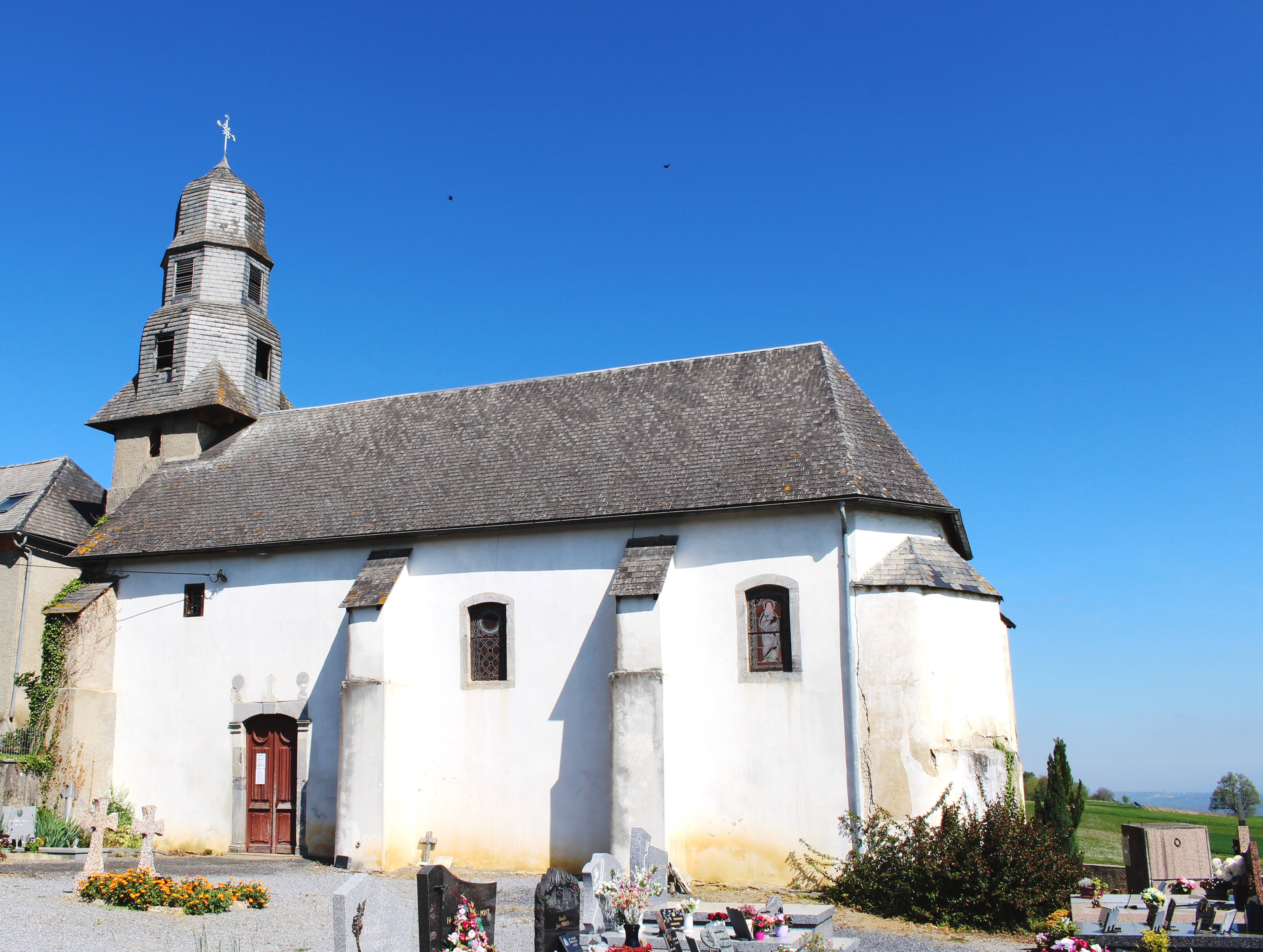
L'église de Luc.
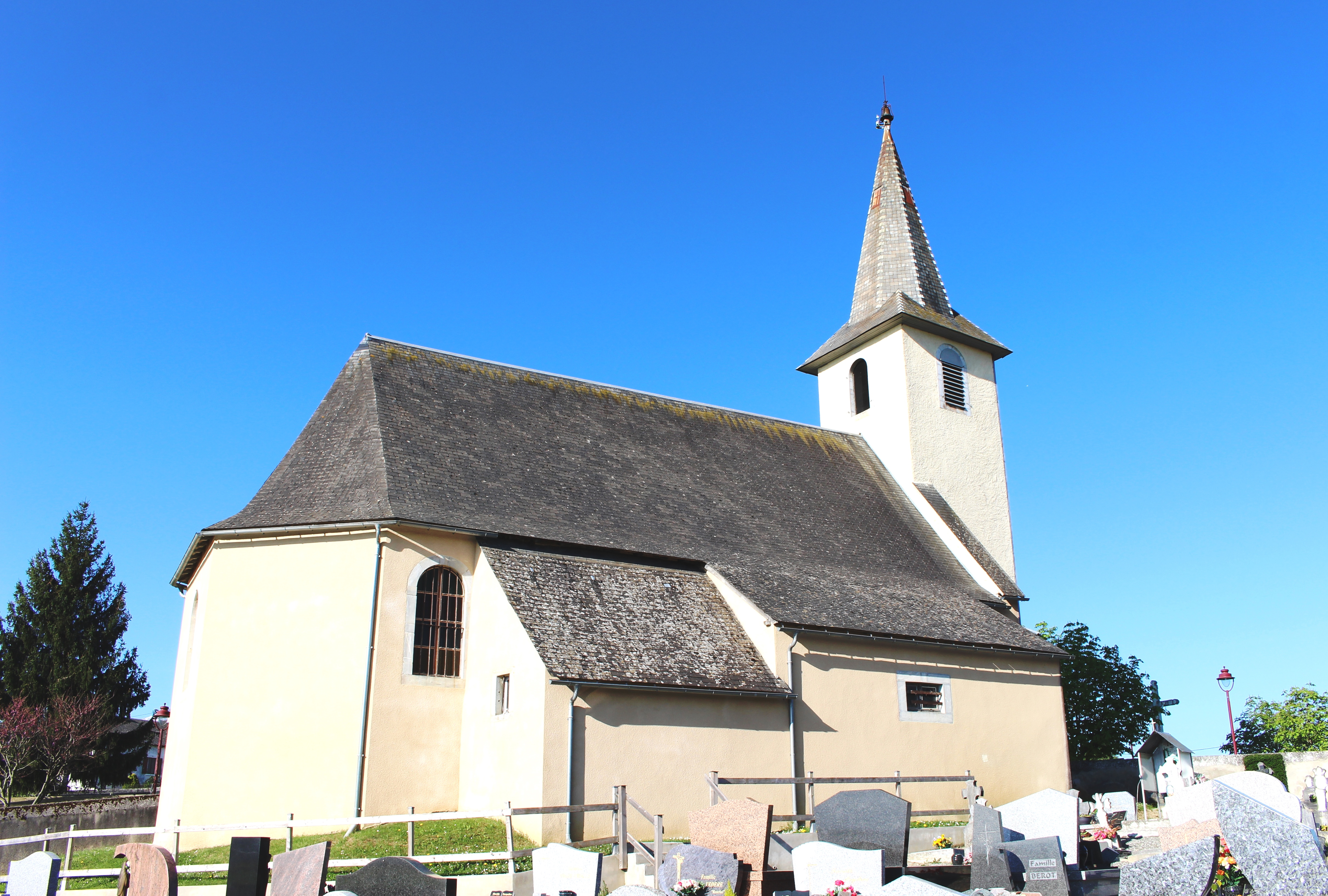
L'église de Mérilheu.
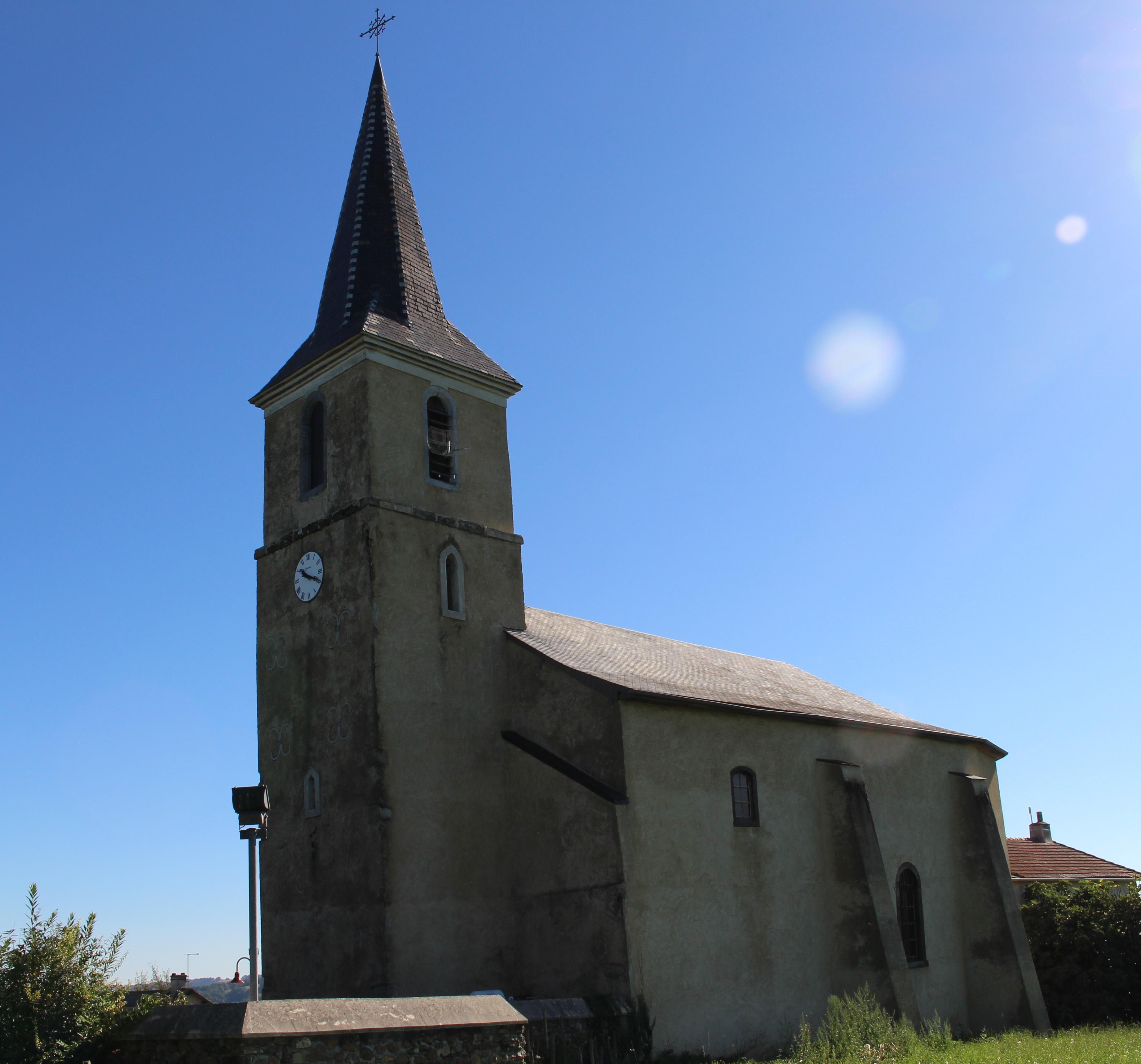
L'église de Chelle-Spou.
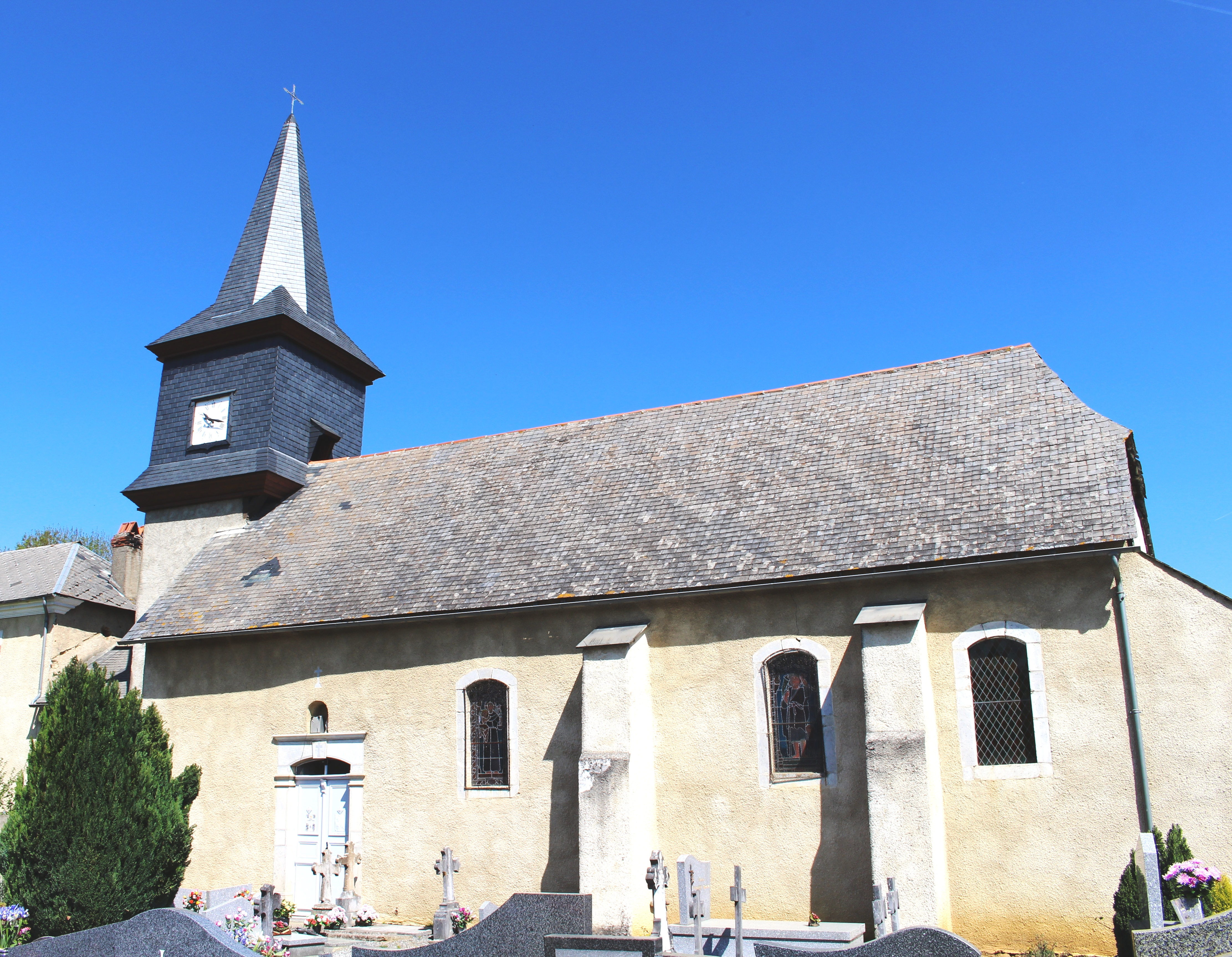
L'église d'Oueilloux.
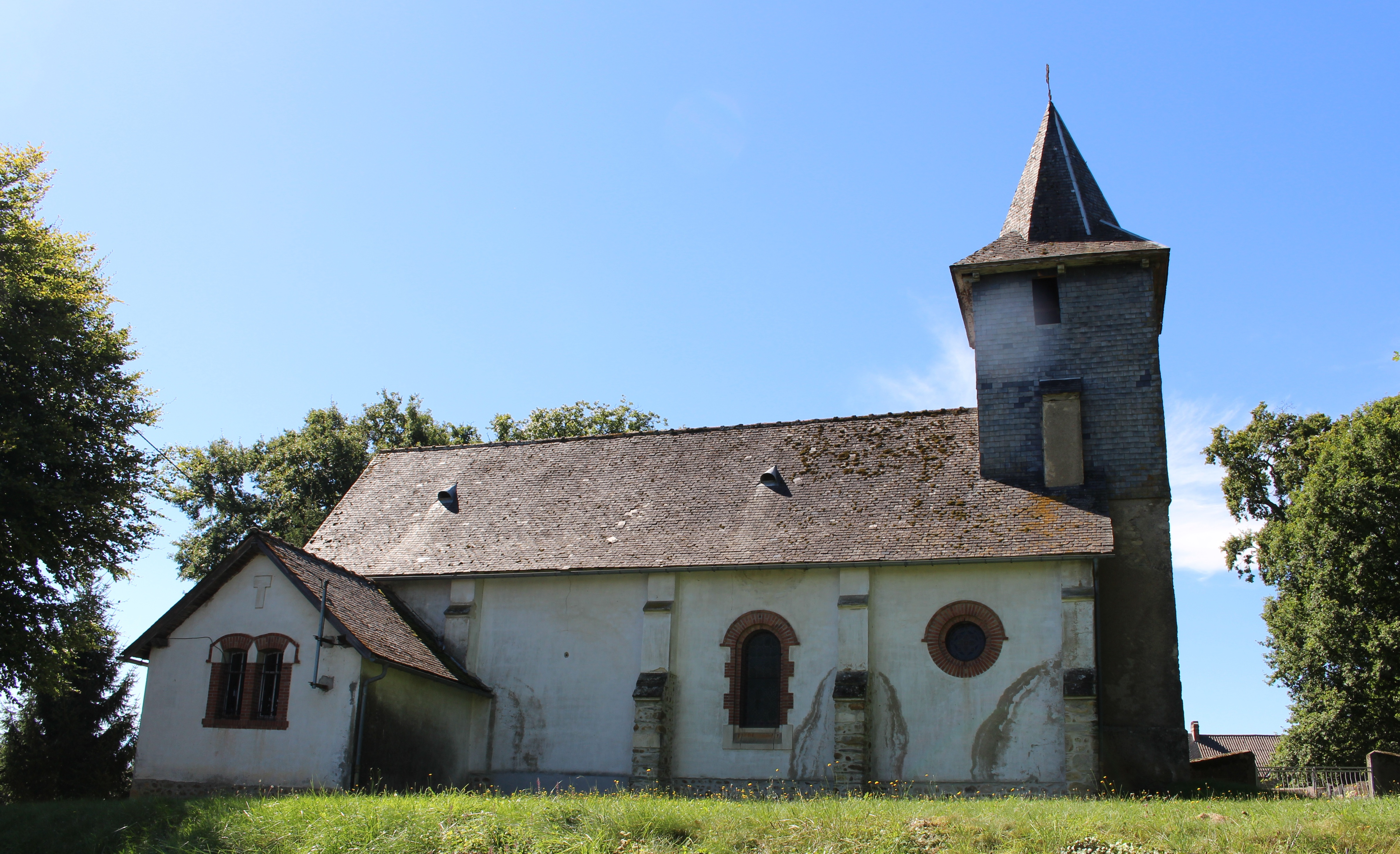
L'église d'Oléac-Dessus.
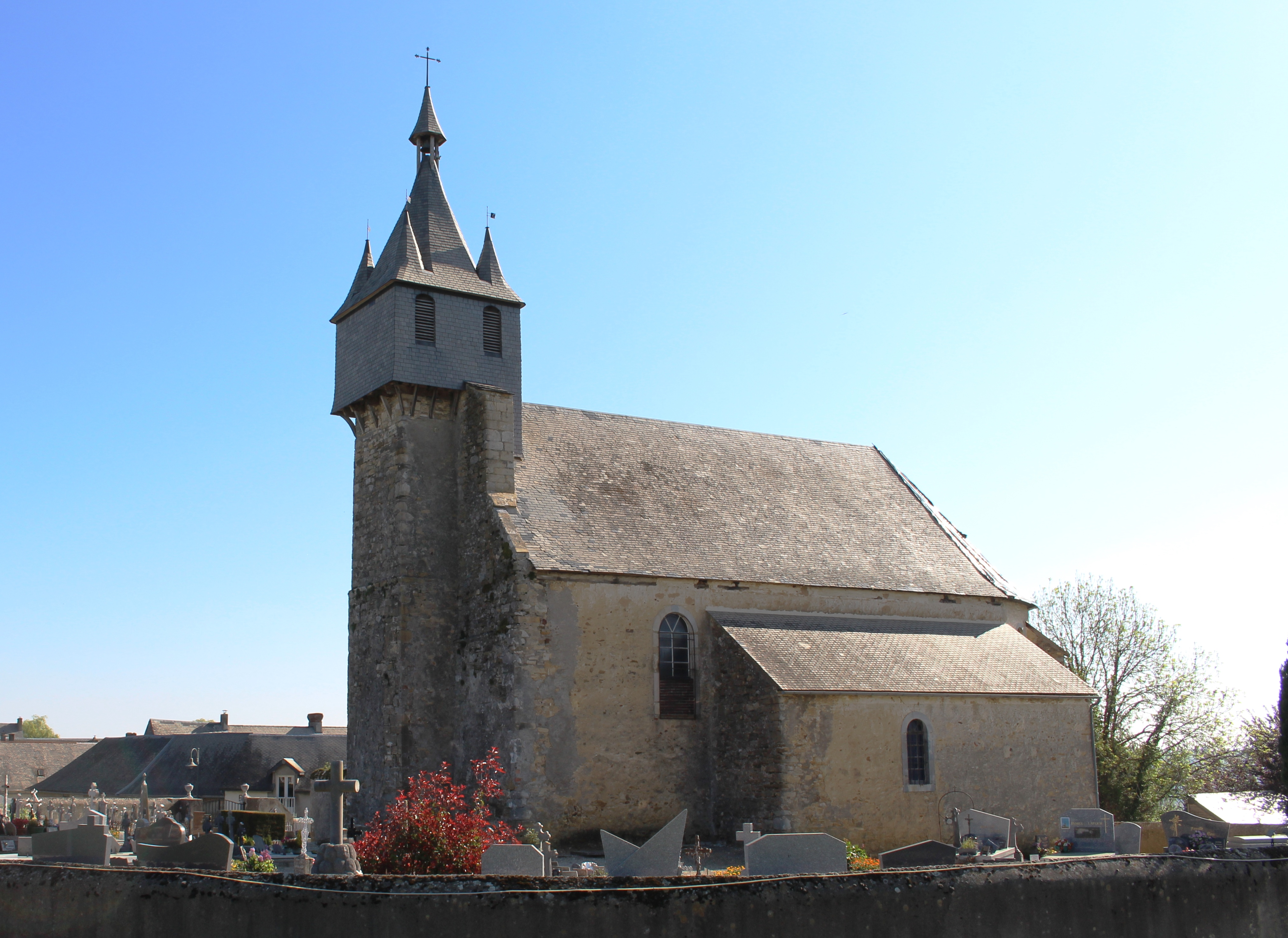
L'église d'Orignac.
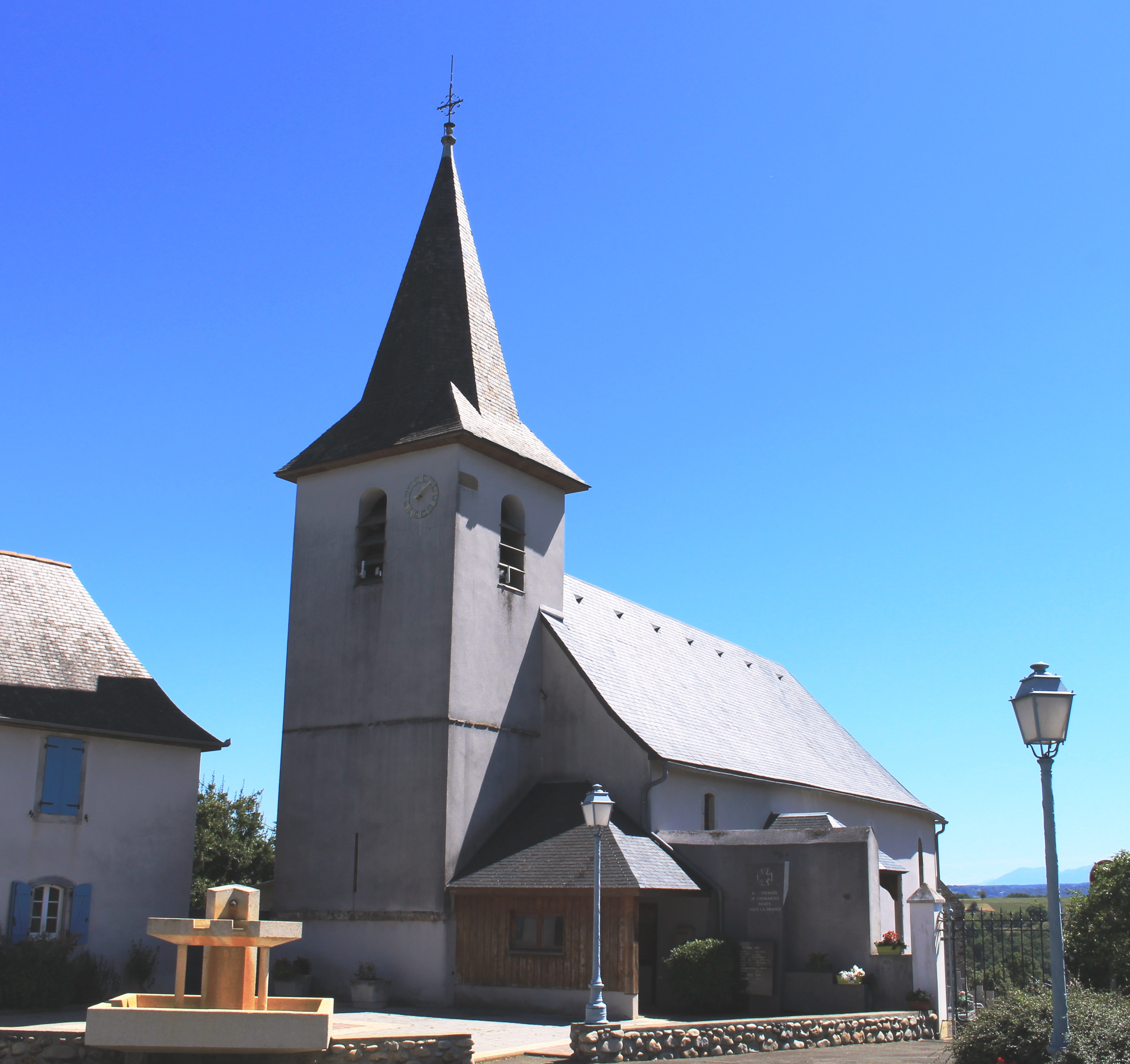
L'église de Poumarous.